# برکت جرات حمدو
برکت جرات حمدو (فرانسوی: Barkat Gourad Hamadou‎؛ زادهٔ ۱ ژانویهٔ ۱۹۳۰ – درگذشتهٔ ۱۸ مارس ۲۰۱۸) یک سیاستمدار اهل جیبوتی بود. وی از ۲ اکتبر ۱۹۷۸ تا ۷ مارس ۲۰۰۱ نخست‌وزیر این کشور بود.
برکت جرات حمدو در ۱۸ مارس ۲۰۱۸، در سن ۸۸ سالگی در پاریس درگذشت.